# EM Strasbourg Business School
EM Strasbourg Business School és una escola de negocis europea amb seus a Estrasburg. Va ser fundada el 1919. EM Strasbourg se situa entre les escoles de negocis més ben valorades del món: el 2019 va ocupar la vuitanta-cinquenaposició a la llista de les millors escoles de negocis europees publicada pel Financial Times. EM Strasbourg imparteix també un programa de doctorat i diferents programes de màster d'administració especialitzats en màrqueting, finances, emprenedoria i altres disciplines. Els programes de l'escola compten amb una triple acreditació, a càrrec dels organismes AMBA, EPAS i AACSB. Per l'escola hi han passat més de 22.000 estudiants que després han ocupat llocs de responsabilitat en el món dels negocis i la política, com ara Jean-Marc Zulesi (Polític francès).